# María Dolores Pagán
María Dolores Pagán Arce (Torreagüera, Murcia, 15 de abril de 1967) es una política española perteneciente al Partido Popular. El 3 de julio de 2015 fue nombrada Consejera de Presidencia de la Región de Murcia, por el Presidente de la Región, Pedro Antonio Sánchez. 
Desde el 4 de abril  hasta el 3 de mayo de 2017 ejerció como Presidenta de la Región de Murcia en funciones, tras la dimisión del hasta entonces Presidente Pedro Antonio Sánchez, por su implicación en calidad de investigado en varios casos de corrupción. La sucedió en el cargo el candidato popular Fernando López Miras, investido en segunda votación el 29 de abril.

## Biografía
Es licenciada en Ciencias Económicas y Empresariales por la Universidad de Murcia y cuenta con el curso de postgrado en Economía Bancaria de la Universidad Católica San Antonio.
Desarrolló distintos trabajos dando clases particulares y en pequeñas empresas hasta su ingreso en Cajamar en febrero de 1999, donde pasó por distintas oficinas hasta asumir su primera dirección en el año 2001 en la oficina de San Blas de Torreagüera, donde permaneció hasta julio del 2005, y dirigió la oficina del Barrio de Santa Eulalia en Murcia hasta noviembre del 2008, fecha en la que entró a formar parte del Servicio de Recuperación de Deuda de la Dirección Territorial de Cajamar en Murcia.
En enero de 2012 asumió la dirección de la oficina de Molina de Segura, en la que permaneció hasta julio de ese año para pasar de nuevo a la Dirección Territorial como responsable del departamento de Recuperación de Deuda.
En enero de 2013 fue nombrada directora de Negocio de la Dirección Territorial Murcia-Centro, puesto en el que permaneció hasta enero de 2015, en la que se le asignó el puesto que ha ocupado hasta la actualidad como directora de Zona de Murcia.

## Trayectoria política

### Consejera de Presidencia de la Región de Murcia
El 3 de julio de 2015, tras la toma de posesión de Pedro Antonio Sánchez como Presidente de la Región de Murcia, es nombrada Consejera de Presidencia de la Región de Murcia, número dos del Ejecutivo regional.

### Presidenta en funciones de la Región de Murcia
El 4 de abril de 2017, Pedro Antonio Sánchez anunció su dimisión como Presidente de la Región de Murcia, cesando a todo el Ejecutivo y asumió así la Presidencia de la Región de Murcia en funciones, hasta la toma de posesión del nuevo presidente. Cesó en el cargo tras la investidura, en segunda votación, del candidato popular Fernando López Miras al cargo de Presidente.